# Jochbogen-Masseter-Bau der Nagetiere
Der Jochbogen-Masseter-Bau
bezeichnet bei Nagetieren die gruppenspezifische Ausprägung des Massetermuskels verbunden mit Umgestaltungen am Schädel, die insbesondere die Ausbildung einer Jochbogenplatte und die Form und Größe des Foramen infraorbitale am Vorderende des Jochbogens betreffen. Unterschieden werden der protrogomorphe, der sciuromorphe, der hystricomorphe und der myomorphe Typ.
Beim protrogomorphen Typ bleibt der Massetermuskel unverändert. Beim sciuromorphen Typ schiebt sich sein äußerer Anteil dagegen bis zur Schnauzengegend vor, beim hystricomorphen Typ greift sein mittlerer Anteil durch das Foramen infraorbitale hindurchtretend auf die Schnauzengegend über und beim myomorphen Typ sind die Umgestaltungen des sciuromorphen und des hystricomorphen Typs miteinander kombiniert.
Der sciuromorphe, der hystricomorphe und der myomorphe Typ dienten einst als Grundlage für die Unterteilung der Nagetiere in Unterordnungen. Sie wurden jedoch mehrfach unabhängig voneinander erworben und werden heute nur noch als wichtige beschreibende Begriffe ohne systematische Bedeutung verwendet. Übergänge von einer Ausprägung zur anderen sind möglich
und nicht jedes Nagetier kann eindeutig einem der vier Bautypen zugeordnet werden.

## Benennung
Die Benennung der Kaumuskulatur der Nagetiere ist sehr uneinheitlich.
Im Folgenden wird zwischen dem oberflächlichen Massetermuskel (Musculus masseter superficialis), dem darunter liegenden äußeren Massetermuskel (Musculus masseter lateralis) und dem tiefer liegenden mittleren Massetermuskel (Musculus masseter medialis) unterschieden.
Besondere Beachtung finden der gegebenenfalls an der Jochbogenplatte entspringende vordere Abschnitt (Pars profundus oder Pars anterior) des äußeren Massetermuskels und der gegebenenfalls durch das Foramen infraorbitale hindurchtretende, vordere Abschnitt (Pars anterior) des mittleren Massetermuskels.
Der oberflächliche Massetermuskel wird jedoch auch als äußerer Anteil, der äußere Massetermuskel als mittlerer Anteil und der mittlere Massetermuskel als tiefer Anteil (dann auch Musculus masseter profundus) des Massetermuskels bezeichnet.
Zudem wird der mittlere Massetermuskel häufig als Musculus zygomaticomandibularis vom Musculus masseter unterschieden und sein vorderer Abschnitt wird, wenn er sehr kräftig ist und durch das Foramen infraorbitale hindurchtritt, Musculus maxillomandibularis genannt.

## Allgemeiner Aufbau
Als Anpassung an die weitgehende funktionelle Unabhängigkeit von Nagegebiss und Kaugebiss
ist der Massetermuskel bei Nagetieren in drei Hauptteile ausdifferenziert,
die auch als eigenständige Muskeln aufgefasst werden können.
Dies sind der oberflächliche Anteil, der die für andere Säugetiere übliche Lage beibehält, sowie die äußere und die mittlere Schicht seines tiefen Anteils.
Ursprünglich entspringt der Massetermuskel an der Unterseite des Jochbogens
und verläuft als Schließer des Unterkiefers nahezu vertikal oder leicht schräg
zur Außenseite des aufsteigenden Unterkieferastes. Dabei verlaufen der oberflächliche Massetermuskel
und der äußere Massetermuskel sehr flach zum Winkelgebiet des Unterkiefers,
während der mittlere Massetermuskel weiter oben am Unterkiefer ansetzt.
Bereits bei den ursprünglichsten Nagetieren liegt die vordere Jochbogenwurzel weiter vorn als bei den ursprünglichen Säugetieren.
Durch eine weitere Vorwärtsverlagerung seines Ursprungs auf die Schnauzengegend
nimmt der Massetermuskel einen mehr und mehr horizontalen Verlauf ein. Zudem verbessert die Verlängerung seiner Faserbündel die Verkürzungsmöglichkeit
und er wird zum wichtigsten Vorzieher des Unterkiefers.
Ursprünglich vermutlich als Anpassung für ein wirkungsvolleres Nagen umgestaltet, wird er mit Erwerb des längsgerichteten Kauens
auch ein wichtiger Gegenspieler des den Unterkiefer zurückziehenden Schläfenmuskels. Mit dem mittleren Massetermuskel bleibt er zudem der wichtigste Schließer des Unterkiefers.

## Bautypen
Ausgestorbene Nagetiergruppen sind mit einem Kreuz (†) gekennzeichnet.

### Protrogomorphie
Beim protrogomorphen Typ weist die Kaumuskulatur keine besonderen Spezialisierungen auf
und der Massetermuskel entspringt an der Jochbogenunterseite.
Dabei entspringt der oberflächliche Massetermuskel an der vorderen Jochbogenwurzel, während sich der äußere Massetermuskel entlang des Jochbogens bis viel weiter hinten am Jochbein erstreckt.
Da sich sein vorderer Abschnitt nicht auf den Gesichtsteil der Jochbogenwurzel vorschiebt,
bleibt die Jochbogenplatte schmal.
Der mittlere Massetermuskel bildet den kleinsten Teil des Masseterkomplexes. Er entspringt knapp hinter dem oberflächlichen Massetermuskel und reicht nach hinten nicht weiter als bis zur Jochbogenmitte zurück.
Das Foramen infraorbitale bleibt klein.
Es ist jedoch häufig groß genug, um Fasern des mittleren Massetermuskels hindurchtreten lassen zu können.
Der protrogomorphe Typ gleicht der Ausprägung bei den meisten Höheren Säugetieren. Er wird als ursprüngliches Merkmal gewertet und kommt als solches heute nur noch beim Stummelschwanzhörnchen vor.
Zudem findet er sich bei den meisten †Ischyromyidae,
fossilen Aplodontiidae,
den †Mylagaulidae,
einigen fossilen Hörnchen,
einigen fossilen Bilchen,
den †Sciuravidae,
den †Cylindrodontidae
und den †Tsaganomyidae wieder.
Bei den meisten Sandgräbern hat er sich als abgeleitetes Merkmal aus dem hystricomorphen Typ entwickelt.
Beim Stummelschwanzhörnchen tritt ein Faserbündel des mittleren Massetermuskels durch das Foramen infraorbitale hindurch.

### Sciuromorphie
Beim sciuromorphen oder hörnchenartigen Typ
entspringt der oberflächliche Massetermuskel vorn an der Schnauzenunterseite unterhalb des Foramen infraorbitale. Durch Neigung und Verbreiterung bildet der Unterrand der vorderen Jochbogenwurzel
eine breite, dreieckige Jochbogenplatte aus
und der äußere Massetermuskel erstreckt sich bis zur Schnauzengegend.
So schiebt sich sein vorderer Abschnitt
weit an der Jochbogenwurzel vorbeiziehend
bis an den Augenhöhlenrand des Oberkiefers
nach vorn-oben auf die Jochbogenplatte vor.
Der mittlere Massetermuskel verläuft ähnlich wie beim protrogomorphen Typ
und entspringt in der Jochbogenmitte.
Das Foramen infraorbitale ist eng.
Der sciuromorphe Typ hat sich mindestens drei- oder viermal unabhängig voneinander entwickelt und kommt bei einigen †Ischyromyidae,
den meisten Hörnchen,
den †Eutypomyidae,
den Bibern,
den †Eomyidae,
den †Heliscomyidae,
den †Florentiamyidae,
den Taschenmäusen
und den Taschenratten vor.
Bei den Hörnchen und den Bibern entspringt der oberflächliche Massetermuskel an einem kleinen Fortsatz oder einer Verdickung des Knochens seitlich und unterhalb des Foramen infraorbitale. Dieses ist kleiner als beim protrogomorphen Typ, nach unten verschoben und seitlich durch den äußeren Massetermuskel zusammengedrückt.
Bei den Taschenmäusen bildet der oberflächliche Massetermuskel keinen Knochenfortsatz am Oberkiefer aus. Das Foramen infraorbitale ist nach vorn bis auf die Schnauzenmitte verschoben und nicht verkleinert, jedoch ebenfalls seitlich zusammengedrückt.
Der mittlere Massetermuskel tritt bei den Hörnchen nicht oder kaum durch das Foramen infraorbitale hindurch.
Bei den Bibern, den Taschenratten und den Taschenmäusen tritt er ebenfalls nicht durch dieses hindurch.
Unabhängig von den Nagetieren hat sich konvergent ein ähnlicher Typ bei einigen Südamerikanischen Huftieren entwickelt, namentlich unter anderem bei Paedotherium und Tremacyllus aus der nagetierartigen Gruppe der Pachyrukhinae innerhalb der Typotheria.

### Hystricomorphie
Beim hystricomorphen oder stachelschweinartigen Typ
entspringt der oberflächliche Massetermuskel vorn am Jochbogen.
Der äußere und der mittlere Massetermuskel verlaufen etwa parallel zueinander.
Der äußere Massetermuskel ist unspezialisiert
und entspringt wie beim protrogomorphen Typ
beinahe entlang der gesamten Länge des Jochbogens.
Der vordere Abschnitt des stark vergrößerten mittleren Massetermuskels tritt von unten her durch das stark erweiterte Foramen infraorbitale hindurch und schiebt sich auf die seitliche Schnauzengegend vor.
In Extremfällen ist das Foramen infraorbitale etwa so groß wie die Augenhöhle.
Der hystricomorphe Typ findet sich unter den sciurognathen Nagetieren
bei den †Theridomyidae,
den Afrikanischen Bilchen,
den Pedetidae,
den Dornschwanzhörnchen,
den †Protoptychidae,
den †Simimyidae,
den †Armintomyidae,
den Springmäusen,
einigen fossilen Mäuseartigen
sowie den Kammfingern wieder.
Er kennzeichnet die Stachelschweinverwandten und kommt bereits bei den ersten Stachelschweinen, Felsenratten, Rohrratten und Meerschweinchenverwandten sowie bei fossilen Sandgräbern vor.
Jedoch sind nicht alle hystricomorphen Schädel gleich aufgebaut.
So wird bei den Stachelschweinverwandten das sehr weite, rund-ovale Foramen infraorbitale unterhalb und seitlich von zwei Fortsätzen des Oberkiefers umfasst, von denen der untere vorn-außen in ein Planum infraorbitale übergeht. Am Boden des Foramens trennt eine Knochenleiste das mittwärts gelegene Gefäß- und Nervenfach unvollständig vom Muskelfach ab.
Bei den Springmäusen ist das Foramen infraorbitale ebenfalls vergrößert, jedoch befindet sich mittwärts zu diesem ein kleineres, zusätzliches Foramen, das die Gefäße und Nerven vom Massetermuskel getrennt hindurchtreten lässt.

### Myomorphie
Beim myomorphen oder mäuseartigen Typ
sind die Umgestaltungen des sciuromorphen und des hystricomorphen Typs miteinander kombiniert. Der oberflächliche Massetermuskel entspringt wie beim sciuromorphen Typ an einer Stelle unterhalb des Foramen infraorbitale.
Der äußere Massetermuskel verhält sich ähnlich wie beim protrogomorphen Typ
und entspringt am Jochbogen,
jedoch greift sein vorderer Abschnitt nach vorn-oben auf die meist vertikal stehende Jochbogenplatte über, die die seitliche Wand des Canalis infraorbitalis bildet.
Der mittlere Massetermuskel zieht unter dem Jochbogen in die Augenhöhle und sein vorderer Abschnitt schiebt sich
bei der typischen Ausprägung
durch den oberen, erweiterten Teil des etwa schlüssellochförmigen,
mäßig erweiterten Foramen infraorbitale hindurchtretend
auf die Gesichtsfläche des Oberkiefers vor.
Die den äußeren Massetermuskel aufnehmende Jochbogenplatte ist jedoch bei verschiedenen Gattungen myomorpher Nagetiere unterschiedlich erweitert und drückt das gewöhnlich auf die obere Hälfte der Schnauze begrenzte Foramen infraorbitale in unterschiedlichem Maße seitlich zusammen. So erstreckt sich der äußere Massetermuskel bei manchen Vertretern nach oben nicht bis zum Foramen und wirkt sich daher nicht auf dessen Form aus. Bei anderen reicht er beinahe bis zur Oberseite der Schnauze und das Foramen ist seitlich zusammengedrückt und schlitzartig. Bei wieder anderen wird nur die untere Hälfte des Foramens durch die Jochbogenplatte zusammengedrückt. Niemals ist das Foramen jedoch so groß wie beim hystricomorphen Typ.
Der myomorphe Typ ist bei den Mäuseartigen mehrmals unabhängig voneinander aus dem hystricomorphen Typ hervorgegangen.
Bei den meisten Bilchen hat er sich aus dem protrogomorphen Typ entwickelt
und wird auch als Pseudomyomorphie oder Pseudosciuromorphie bezeichnet.
Bei dieser Ausprägung ist das Foramen infraorbitale verhältnismäßig klein und zusammengedrückt.
Die Umgestaltungen bei den †Ischyromyinae
und bei den †Cedromurinae werden ebenfalls als vom protrogomorphen Typ abgeleitete Myomorphie aufgefasst.